# Diecezja Arundel i Brighton
Diecezja Arundel i Brighton (łac. Diœcesis Arundeliensis-Brich-telmestunensis) – diecezja Kościoła rzymskokatolickiego w południowej Anglii, w metropolii Southwark. Obejmuje hrabstwa Surrey, West Sussex oraz East Sussex. Katedra diecezjalna znajduje się w Arundel, natomiast kuria biskupia zlokalizowana jest w Hove koło Brighton. Diecezja została erygowana 28 maja 1965, jej terytorium należało wcześniej do archidiecezji Southwark.

## Główne świątynie

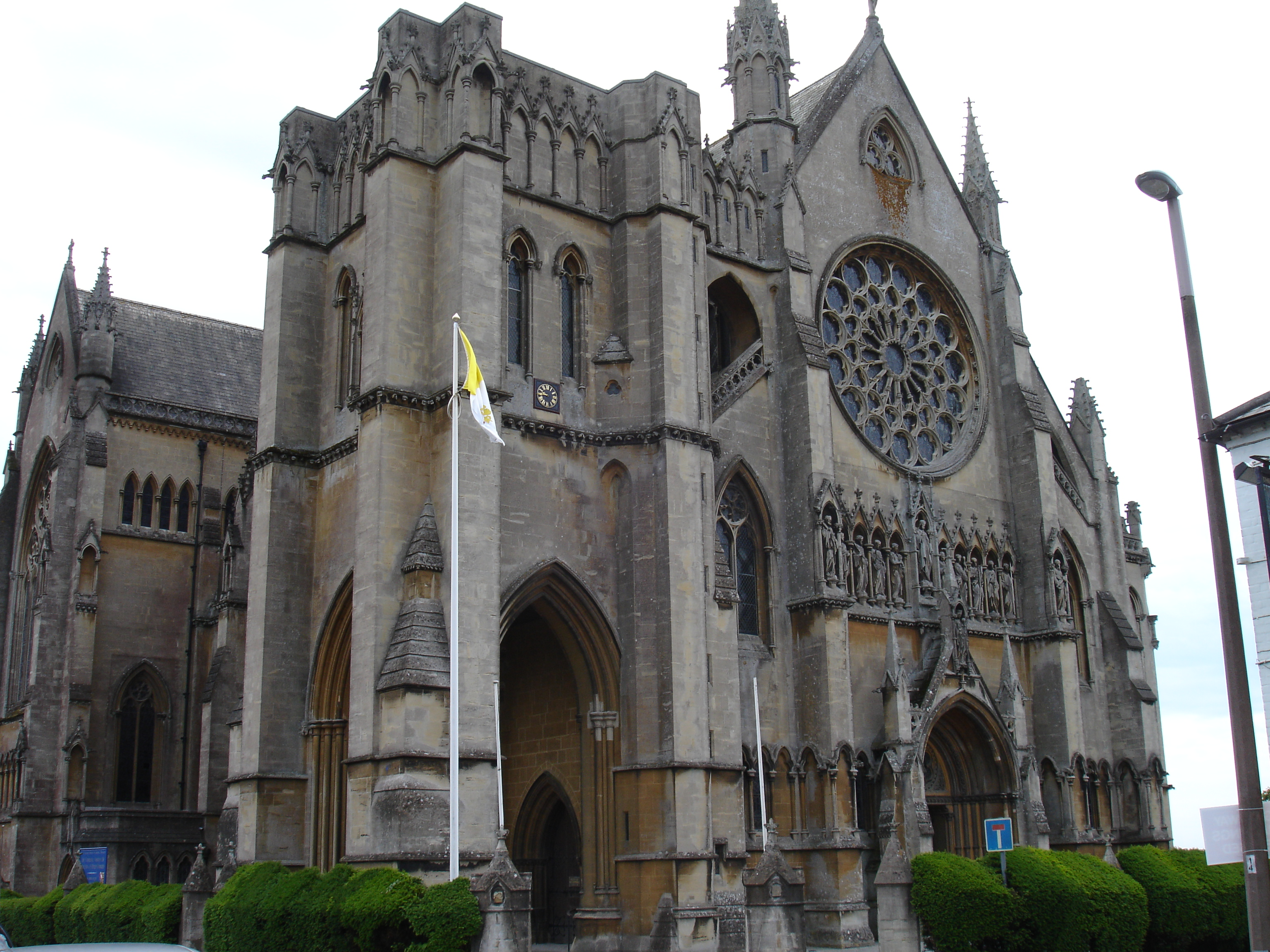
Katedra diecezjalna

- Katedra: Katedra Matki Bożej i św. Filipa Howarda w Arundel

## Biskupi diecezjalni
- David Cashman (1965–1971)
- Michael George Bowen (1971–1977)
- Cormac Murphy-O’Connor (1977–2000)
- Kieran Conry (2001–2014)
- Richard Moth (od 2015)